# はしご酒
「はしご酒」（はしござけ）は、1975年11月5日に発売された藤圭子の26枚目のシングル。

## 解説
- 藤圭子が1975年最後のシングル盤として発売したレコードである。東京の東部、下町の地名が多数登場する、東京都のご当地ソングのひとつ。

- 発売年である1975年の第26回NHK紅白歌合戦では前曲の「さすらい」で3年ぶりに出場を果たし、翌1976年大晦日放送の第27回NHK紅白歌合戦では本楽曲が披露された。藤自身2年連続5回目の紅白歌合戦出演だったが、これが生涯最後の紅白出場となった。

## 収録曲
1. はしご酒（3分45秒）
作詞：はぞのなな／作曲：赤坂通／編曲：小山恭弘
2. 裏町流し唄（3分47秒）
作詞：石坂まさを／作曲：岡千秋／編曲：佐藤まさと

## 歌詞に登場する地名
- 錦糸町
- 亀戸
- 平井
- 小岩
- 押上
- 金町
- 浅草

小松みどりによるカバー曲
- 流山
- 草加
- 川口
- 春日部
- 浦和
- 越谷
- 北千住
- 柏
- 松戸
- 取手

## 主な収録作品
- 聞いて下さい私の人生〜藤圭子コレクション（2000年、BVCK-37085/90）
- GOLDEN☆BEST 藤圭子（2005年、BVCK-38110）
- GOLDEN☆BEST 藤圭子 ヒット&カバーコレクション 艶歌と縁歌（2010年、MHCL-1825/6）